# 栃木市立家中小学校
栃木市立家中小学校（とちぎしりつ いえなかしょうがっこう）は、栃木県栃木市都賀町家中にある公立小学校。

## 概要
略称は「家小（いえしょう）」。都賀町家中地区が主に家中小学校の学区となっている。

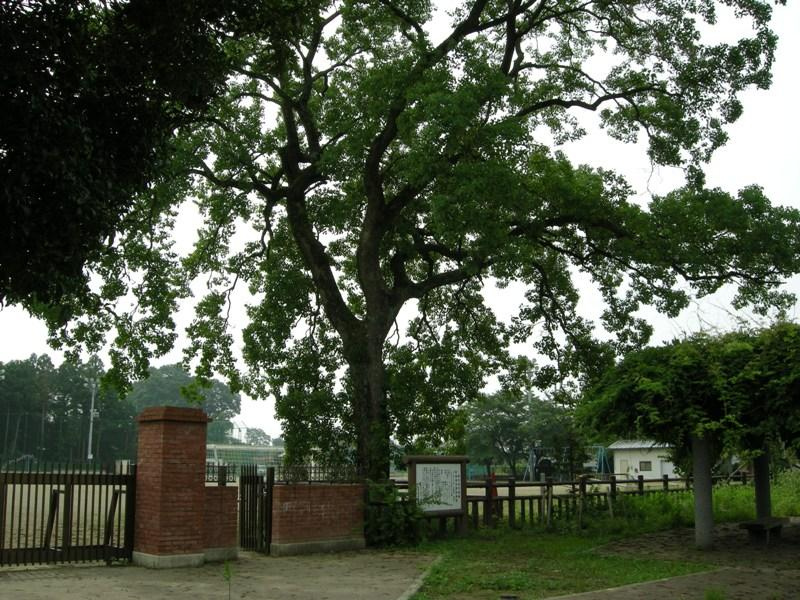
栃木名木百選 家中小のナンキンハゼ

日露戦争の戦勝記念に刑部真一校長の手により植栽されたと伝えられている校庭西側のナンキンハゼは栃木名木百選の1つであり、保和のせせらぎと共に学校のシンボルとなっている。

## 沿革

### 経緯
1873年に保和校舎創立 光明寺本堂脇に借家して開校された。1955年に下都賀郡家中村、赤津村が合併し、都賀村が成立し都賀村立家中小学校、1963年（昭和38年）11月3日に町制施行により都賀町立家中小学校、2010年の「平成の大合併」により、旧・栃木市、下都賀郡大平町、藤岡町、都賀町が新設合併し新制「栃木市」を発足させたため、現在の名称栃木市立家中小学校となる。

### 年表
- 1873年 - 保和校舎創立　光明寺本堂脇に借家して開校
- 1898年 - 家中尋常小学校・高等小学校落成のため分離　校名変更する
- 1908年 - 新校舎に移転　開校式を挙行
- 1947年 - 家中北国民学校と改称
- 1950年 - 家中村立家中北小学校と改称　中学校同居
- 1955年 - 都賀村立家中小学校となる
- 1963年 - 都賀町立家中小学校となる
- 1964年 - 校歌制定
- 1982年 - ナンキンハゼ　都賀町天然記念物第1号に指定される
- 1989年 - ナンキンハゼ「とちぎ名木100選」に選ばれる
- 1999年 - 校庭西の「保和のせせらぎ」完成する
- 2010年 - 都賀町・栃木市合併により栃木市立家中小学校となる

## 教育目標
3つの目標の実現を目指している。
- 元気な子
- 勉強する子
- 親切な子

## 通学区域
- 栃木市
  - 都賀町家中[1]
  - 都賀町平川の一部

## 周辺
- 光明寺 (栃木市)

## 交通
- 東武鉄道日光線 家中駅より徒歩14分

## 関係者

### 出身者
- 刑部人（洋画家）